# Wilhelm Rothe
Wilhelm Rothe (* 22. März 1914 in Gera; † 22. Januar 2003 in Rosenheim) war ein deutscher Politiker (SPD).

## Leben
Rothe besuchte die Volks- und Mittelschule in Halle (Saale) und verließ diese 1929 mit der mittleren Reife. Er machte die Lehre zum Maschinenschlosser, ein Volontariat und er studierte Maschinenbau und Werkstoffkunde in Halle und München, gefolgt von einer abgeschlossenen REFA-Ausbildung. 1936 stieg er in den aktiven Wehrdienst ein, im Zweiten Weltkrieg war er Flugzeugführer und später Hauptmann der Luftwaffe, saß aber auch in amerikanischer Kriegsgefangenschaft. Seinen Kriegsdienst unterbrach er durch einen Studienurlaub, in dem er die Ingenieurschule abschloss.
Rothe trat 1929 und nach einer Unterbrechung 1946 wieder in die Gewerkschaft ein. 1950 wurde er beim Landesbezirksvorstand des DGB in Bayern als Leiter der Abteilung Angestellte hauptamtlich tätig, von 1958 bis 1969 leitete er die diese beim Bundesvorstand in Düsseldorf. Von 1954 bis 1958 war er zudem Richter am Bundessozialgericht. 1957 wurde er in den Vorstand der BfA gewählt, von 1969 bis 1978 war er Vorsitzender des DGB in Bayern. Er gehörte außerdem der Kommission für Verwaltungsvereinfachung und zum Abbau von Staatsaufgaben, dem Rundfunkrats des BR und der Landessynode der Evangelisch-Lutherischen Kirche in Bayern an und war von 1971 bis 1991 Vorsitzender des Beirats des FC Bayern München und danach deren Ehrenvorsitzender.
Rothe wurde 1946 Mitglied der SPD, 1969 wurde er Präsident des bayerischen Landesverbandes und gehörte dem Landesvorstand an. Von 1970 bis 1981 vertrat er im Bayerischen Senat die Gewerkschaften.

## Ehrungen
- 1980: Verdienstkreuz 1. Klasse der Bundesrepublik Deutschland
- Bayerischer Verdienstorden